# مدرسة حسين آغا أفندي
مدرسة حسين آغا أفندي إحدى المدارس القديمة في المدينة المنورة.

## التاريخ
تقع المدرسة في آخر زقاق الرستمية من الجهة الجنوبية حيث تقع على يمين السالك لهذا الطريق والمتجه إلى المسجد النبوي الشريف. بُنيت المدرسة في عام 1273 هـ الموافق 1856م على يد حسين آغا أو ما يطلق عليه حسين أفندي، وقد ذكرت هذه المدرسة في كثير من كتب المؤرخين والرحالة الذين زاروا المدينة المنورة إذ كانت مثالاً للمدارس القديمة آنذاك، وقد كان يتلقى فيها الدارسون القرآن الكريم واللغة العربية وبعضاً من العلوم الدينية الأخرى، وقد أدخلت المدرسة اليوم ضمن توسعة وعمارة المسجد النبوي الشريف.